# 阿卡奇观

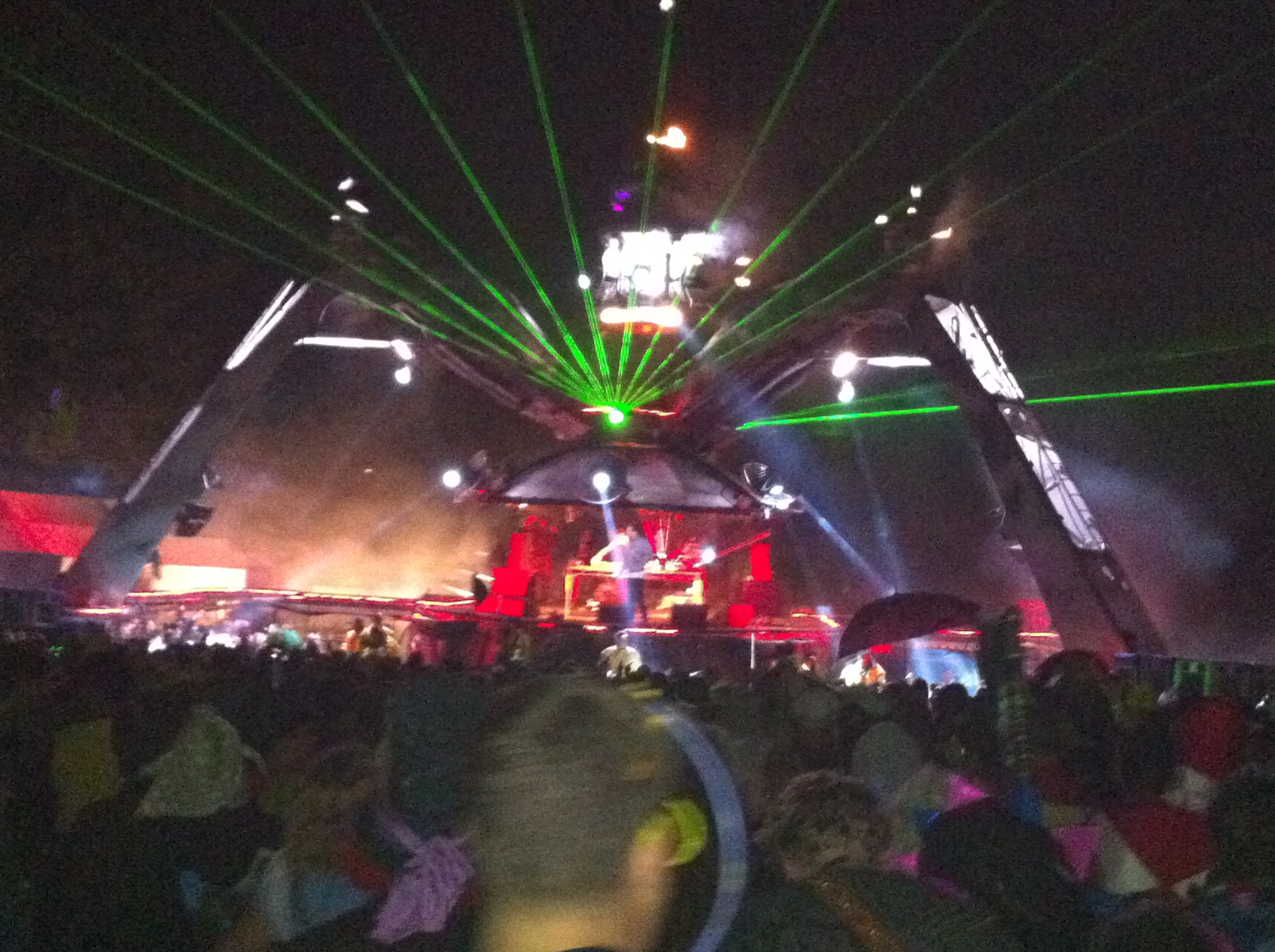
正在进行表演的阿卡大蜘蛛景象

阿卡奇观（英語：Arcadia Spectacular）是一个将雕塑和建筑废物利用，并与烟花、灯光、马戏、音乐等元素糅合于一体，以呈现大型演出和舞蹈场景的表演艺术团体。
他们将废旧军工材料重新设计组装成新的装置或360度的全景舞台，通过这一工作传达的是有关材料性质转换与环境保护的思潮。
“阿卡大蜘蛛”（The Spider）是他们的代表性作品，这个作品体重达50吨，身高达20米。

## 历史
阿卡奇观团队由艺术家 Pip Rush 和世界最大帐篷 the Valhalla 的前主人 Bert Cole共同创立。
2007年至今，阿卡奇观团队开发了一系列机械场景和演出形式。他们制造了可移动的“Bug Stage”，这一作品在2012年残奥会亮相。
2014年，阿卡奇观团队被赋予永久使用一块格拉斯顿伯里音乐节的场地的权利，并在泰国曼谷携带“阿卡大蜘蛛”进行了演出
2015年9月，阿卡奇观在布里斯托皇后广场向24,000名观众进行了两晚的演出。这场演出是为了庆祝布里斯托获选当年的欧洲绿色之都，他们在表演中使用了世界第一套完全由可回收生物燃油驱动的烟花火焰喷射系统。
2016年，他们的足迹踏过迈阿密、首尔、台北和珀斯。

## 代表作品
“阿卡大蜘蛛”（The Spider）是由回收军工材料打造的360度全景装置，体重达50吨，身高达20米。它的腿由安全扫描装置组成，眼睛是隐形飞机的引擎，爪子是起重机臂，身体由直升机部件拼装，DJ台则是喷气机的涡轮转子。 它背上装备有足以射出15米高火焰的加农炮，灯光与激光遍及它的关节，投影仪能在它身上覆上一层皮肤，且装配了360度的环绕音响。